# 威廉·艾頓
威廉·艾頓（英語：William Aiton，1731年—1793年2月2日）是一名蘇格蘭植物學家。
艾頓出生在漢密爾頓附近。在接受了正規的園丁職業培訓後，他於1754年前往倫敦，成為當時切爾西藥草園園長菲利普·米勒的助手。1759年，他被任命為新成立的邱園植物園園長，直到他去世。他對植物園進行了許多改進，並於1789年出版了《邱園栽培植物目錄》。他被安葬在附近的邱聖安妮教堂。
1810年至1813年，他的長子威廉·湯森·艾頓出版了《園藝學》的第二版和增訂版。
艾頓的具體稱謂是「aitonis」。
1789年，他將茉莉花歸入素馨屬，並將其命名為阿拉伯茉莉（Arabian Jasmine），因為人們認為這種植物原產於阿拉伯半島，儘管這種植物並非原產於阿拉伯。

## 部分出版
- Aiton, W. . London: George Nicol. 1789  [2024-06-29]. （原始内容存档于2020-06-14）.